# 1070-es busz
Az 1070-es jelzésű autóbuszvonal egy Budapest és Jászszentandrás között közlekedő országos járat, amit a Volánbusz Zrt. lát el Jászberény érintésével.

## Útvonala
Budapest Stadion autóbusz-pályaudvarról indul. Keleti irányban kezd el haladni az Örs vezér tere felé. Azt követően Rákoskeresztúron áll meg legközelebb a 31-es főúton, útja során nagyrészben ezen az úton éri el Tápiószecsőt és Szentmártonkátát is. A nagyközségben járatai két felé ágaznak – pár járat Nagykáta felől közelíti meg Jászberényt, nagyrésze Jászfelsőszentgyörgy irányából éri el először a megyeszékhely vasútállomását, majd autóbusz állomását. Az indításoknak jellemzően a végállomása mint ahogy a 20 kilométerre fekvő Jászapáti is néhány alkalommal. A város körforgalmában Jászszentandrás felé hajtanak az országos buszok, úgy érik el a termálfürdős községet.
Indításszáma viszonylag átlagos, de a főváros és a kis lélekszámú község közt nem sok busz közlekedik. Ellentétes irányban útvonala változatlan.

### Tudnivalók
- Országbérlet érvényesíthető a járaton.
- Kiegészítőjegy vásárlása nem szükséges.
- Online ülőhelyfoglalás lehetséges.
- Felszállási / leszállási korlátozás az alábbi megállókban van:

| Megálló                               | Jászberény felé          | Budapest felé           |
| ------------------------------------- | ------------------------ | ----------------------- |
| Budapest, Örs vezér tere              | felszálló utasok részére | leszálló utasok részére |
| Budapest, Rákoskeresztúr városközpont | felszálló utasok részére | leszálló utasok részére |
| Maglód, SPAR                          | felszálló utasok részére | leszálló utasok részére |

## Közlekedése
| Indulási helyszín                     | Érkezési helyszín                 | Indításszáma    | Közlekedése                 |
| ------------------------------------- | --------------------------------- | --------------- | --------------------------- |
| Budapest, Stadion autóbusz-pályaudvar | Jászberény, autóbusz-állomás      | 6 pár           | munkanapokon                |
| Budapest, Stadion autóbusz-pályaudvar | Jászberény, autóbusz-állomás      | 3 pár           | hétvégén                    |
| Budapest, Stadion autóbusz-pályaudvar | Jászapáti, autóbusz-állomás       | 3 pár           | munkanapokon                |
| Budapest, Stadion autóbusz-pályaudvar | Jászapáti, autóbusz-állomás       | 3 pár           | szombatokon                 |
| Budapest, Stadion autóbusz-pályaudvar | Jászapáti, autóbusz-állomás       | 3 oda, 2 vissza | vasárnapokon                |
| Budapest, Stadion autóbusz-pályaudvar | Jászszentandrás, autóbusz-forduló | 2 pár           | munkanapokon és szombatokon |
| Budapest, Stadion autóbusz-pályaudvar | Jászszentandrás, autóbusz-forduló | 3 pár           | vasárnapokon                |

## Megállóhelyei
| Ezen alapú megállókat nem minden indítás érinti.                                |                                                   |          | |
| 0                                                                               | Budapest, Stadion autóbusz-pályaudvar végállomás  | 0.0 km   | 95, 130, 195 396, 397, 398, 399, 400, 402, 410, 412, 414, 422, 424, 430, 432, 434, 435, 436, 437, 438, 439, 440, 441, 442, 485, 486 901, 908, 908A, 918, 931, 931A, 956, 990 1020, 1021, 1024, 1031, 1034, 1037, 1039, 1040, 1044, 1045, 1046, 1049, 1050, 1052, 1053, 1054, 1063, 1066, 1067, 1068, 1069, 1075, 1076, 1077, 1078 73, 75, 77, 80 1, 1A |
| Jászberény felé csak felszállás, a stadion felé csak leszállás kísérelhető meg. |                                                   |          | |
| 1                                                                               | Budapest, Örs vezér tere                          | 2.4 km   | 10, 31, 32, 44, 45, 67, 85, 85E, 97E, 131, 144, 161, 161A, 161E, 168E, 169E, 174, 176E, 231, 244, 276E, 277 410, 419, 430, 440, 441, 485, 486, 484, 505, 508, 509, 510 907, 908, 908A, 931, 956, 990 1040, 1075, 1077, 1078 80, 81, 82, 82A 3, 62, 62A                                                                                                 |
| 2                                                                               | Budapest, Rákoskeresztúr városközpont             | 13.0 km  | 46, 97E, 98, 161, 161A, 161E, 162, 169E, 195, 198, 202E, 262 484, 485, 486, 504, 505, 506, 508, 509, 510 908, 956, 980, 990, 998 1075 |
| 3                                                                               | Maglód, SPAR                                      | 22.3 km  | 485, 486, 509, 510 1075 |
| 4                                                                               | Mende, községháza                                 | 30.1 km  | 485, 486 1075 |
| 5                                                                               | Sülysáp, Fő út 55.                                | 37.9 km  | 485, 486 1075 |
| 6                                                                               | Tápiószecső, Magdolnatelep                        | 40.2 km  | 485, 486, 493, 494 1075 |
| 7                                                                               | Tápiószecső, községháza                           | 42.2 km  | 485, 486, 487, 493, 494, 496 1075 |
| 8                                                                               | Tápiószecső, erdei útelágazás                     | 45.1 km  | 1075 |
| 9                                                                               | Forrópuszta, termelőszövetkezet bejárati út       | 47.8 km  | 1075 |
| 10                                                                              | Szentmártonkáta, vasútállomás bejárati út         | 50.9 km  | 503 1075 |
| 11                                                                              | Szentmártonkáta, templom                          | 51.7 km  | 491, 501, 502, 503 1075 |
| Naponta 2 pár indítás halad az útvonalon.                                       |                                                   |          | |
|                                                                                 | Nagykáta, templom                                 |          | 491, 497, 498, 499, 500, 501, 502, 517, 520, 521, 525, 529 1348, 1362 |
| 12                                                                              | Kátai állami gazdaság bejárati út                 | 56.4 km  | 502, 503 1075 |
| 13                                                                              | Szentlőrinckáta, bejárati út                      | 59.6 km  | 486, 487, 491, 502, 503 1075 |
| 14                                                                              | Jászfelsőszentgyörgy, vásártér                    | 62.3 km  | 503 1075 |
| 15                                                                              | Jászfelsőszentgyörgy, községháza                  | 63.1 km  | 503 1075 |
| 16                                                                              | Jászfelsőszentgyörgy, gépjavító                   | 64.2 km  | 503 1075 |
| 17                                                                              | Hármastanya                                       | 65.3 km  | 503 1075 |
| 18                                                                              | Kerekudvar, bejárati út                           | 67.0 km  | 503 1075 |
| 19                                                                              | Régi Pesti út                                     | 68.0 km  | 503 1075 |
| 20                                                                              | Jászberény, Electrolux bejárati út                | 71.1 km  | 1 498, 499, 503, 523, 4601, 4650, 4654, 4655, 4660, 4681, 4685 1075 |
| 21                                                                              | Jászberény, vasútállomás                          | 72.6 km  | 1 498, 499, 503 1075, 1348, 1362 Jászberény > S820 |
| 22                                                                              | Jászberény, autóbusz-állomás vonalközi végállomás | 74.2 km  | 1, 2A 498, 499, 503, 523, 3443, 3667, 3669, 3671, 4601, 4602, 4650, 4651, 4653, 4654, 4655, 4659, 4660, 4662, 4663, 4681, 4685, 4686 1075, 1076, 1077, 1078, 1348, 1362, 1376, 1443, 1466, 1467, 1469, 1515 |
| 23                                                                              | Jászberény, Szabadság tér                         | 75.0 km  | 1 1075, 1076, 1469 3424, 3443, 3669, 4601, 4602, 4653, 4654, 4655, 4659, 4660, 4662 |
| 24                                                                              | Jászberény, jászteleki elágazás                   | 75.7 km  | 1 1075, 1077, 1078, 1443, 1466, 1469, 1515 3424, 3669, 4601, 4602, 4653, 4654, 4655, 4659, 4660, 4662, 4663 |
| 25                                                                              | Jászjákóhalma, községháza                         | 81.6 km  | 1075, 1076, 1077, 1362, 1376, 1443, 1466 3424, 3443, 3669, 4653, 4654, 4655, 4659 |
| 26                                                                              | Jászjákóhalma, tüzép                              | 83.1 km  | 1075, 1076, 1077, 1362, 1376, 1443, 1466 3424, 3443, 3669, 4653, 4654, 4655, 4659 |
| 27                                                                              | Kapitányrét                                       | 87.3 km  | 1075, 1466 3424, 3443, 3669, 4655, 4658, 4659 |
| 28                                                                              | Mezőgazdasági tanüzem                             | 91.1 km  | 1075, 1077, 1466 3424, 3443, 3669, 4655, 4658, 4659 |
| 29                                                                              | Jászapáti, autóbusz-állomás vonalközi végállomás  | 93.9 km  | 1075, 1076, 1077, 1362, 1376, 1443, 1466, 1517 3424, 3443, 3669, 4603, 4655, 4657, 4658, 4659, 4661 |
| 30                                                                              | Jászapáti, Lehel utca                             | 94.8 km  | 1076, 1517 3424, 3443, 3669, 4655 |
| 31                                                                              | Jászszentandrás, 6-os km-kő                       | 99.7 km  | 1075 3424, 3443, 3669, 4655 |
| 32                                                                              | Jászszentandrás, gépjavító                        | 101.5 km | 1075, 1517 3424, 3443, 3669, 4655 |
| 33                                                                              | Jászszentandrás, autóbusz-váróterem               | 102.2 km | 1075, 1076, 1443, 1517 3424, 3443, 3669, 4655 |
| 34                                                                              | Jászszentandrás, autóbusz-forduló végállomás      | 103.1 km | 1076 4655 |